# Lešetínský kovář (Weis)
Opera Lešetínský kovář je čtvrtá opera českého skladatele Karla Weise z let 1915–1919 na libreto Ladislava Nováka podle známé stejnojmenné básně Svatopluka Čecha.

## Vznik a historie díla
Čechova báseň Lešetínský kovář byla velmi populární a dočkala se řady zpracování, mj. ve stejnojmenných operách Aloise Jiránka (1901, neuvedena) a Stanislava Sudy (Lešetínský kovář, 1902, premiéra 1905), největší (i když nikoli trvalý) úspěch však mělo až Weisovo zpracování. Opera měla premiéru v pražském Národním divadle dne 6. června 1920.
Skladatel se tak po rozkmotření s českou scénou (od roku 1900 psal své jevištní práce na německé texty) vrátil k českému libretu a poprvé i k českému námětu; důvodem byla jak změněná politická situace, tak příznivější nálada vůči Weisovi v české společnosti poté, co skandál s uvedením Polského žida v pražském německém divadle (1901) vyvanul. Cestu připravily již inscenace Weisových oper Útok na mlýn (1912) a Blíženci (1917) v Národním divadle, přestože se nesetkaly s rozhodným úspěchem. I tak proběhlo několik let od doby, kdy Weis operu Národnímu divadlu prvně zadal (rok 1915), do konečného uvedení v roce 1920; mezitím autor na opeře dále pracoval a konečnou formu získala v květnu 1919.
Všeobecně známý námět spojující národnostní tematiku s tematikou sociální byl pro dobu bezprostředně po první světové válce velmi přitažlivý. Libretista dal ději pevný rámec a zalidnil jej řadou epizodních postav, které v básni nevystupují; to vyhovovalo Weisově soustředění na dramatické situace a ovzduší spíše než na charakterizaci postav. Hudebně Lešetínský kovář navazuje na veristické postupy Polského žida a Útoku na mlýn, s důrazem na ansámblové scény a hudební vystižení vypjatých dějových zvratů. Skladatel věnoval operu svému otci: „Památce svého drahého otce, mistra poctivého cechu kovářského, s nímž prožíval jsem celou bídu českého továrního lidu let šedesátých až sedmdesátých, v láskyplné vzpomínce připisuje tuto práci.“ Úspěch opery v Národním divadle byl značný (22 představení) a větší než kterékoli další Weisovy opery hrané na této scéně, pozdně uvedeného Polského žida (1926) nevyjímaje; ještě roku 1920 ji uvedlo i české divadlo v Moravské Ostravě a o rok později též české divadlo v Brně a Slovenské národní divadlo. Další a dosud poslední inscenaci Lešetínského kováře uvedla bezprostředně po konci druhé světové války roku 1945 rodící se česká opera v Liberci.
Současně s prací na Lešetínském kováři zkomponoval Weis rovněž Písně otroka rovněž se slovy Svatopluka Čecha.
Karel Weis se poté odklonil od opery i instrumentální hudby a věnoval se především sběru lidových písní (rozsáhlá sbírka Český jih a Šumava). Až na sklonku svého života se vrátil na jeviště Národního divadla s Bojarskou svatbou (1943).
Klavírní výtah opery vydal Weis vlastním nákladem v Praze. Výběr scén z opery natočil pražský rozhlas roku 1954. Zpívají (Liduška) Jaroslava Vymazalová, (kovář) Beno Blachut, (Józa) Ladislav Mráz, (Václav) Antonín Votava. Pěvecký sbor Čs. rozhlasu v Praze a Pražský rozhlasový orchestr řídí František Dyk.

## Osoby a první obsazení
| osoba                                                                       | hlasový obor | premiéra (6.6.1920)                                      |
| --------------------------------------------------------------------------- | ------------ | -------------------------------------------------------- |
| Kovář                                                                       | tenor        | Theodor Schütz                                           |
| Józa                                                                        | bas          | Vilém Zítek                                              |
| Liduška                                                                     | soprán       | Božena Petanová                                          |
| Václav                                                                      | tenor        | Vladimír Wuršer                                          |
| Správce továrny                                                             | baryton      | Václav Novák                                             |
| Baruška                                                                     | mezzosoprán  | Marie Rejholcová                                         |
| Příručí správcův                                                            | tenor        | Antonín Lebeda                                           |
| Dvořák                                                                      | bas          | Antonín Hlaváček                                         |
| Strouhal                                                                    | bas          | Václav Rabas                                             |
| Strouhalka                                                                  | alt          | Jelena (Helena) Stojanovičová                            |
| Brázda                                                                      |              | Josef Karásek                                            |
| Hrudka                                                                      | baryton      | František (Otto) Mansfeld                                |
| Dělník                                                                      | bas          | Hynek Lažanský                                           |
| Čtyři další dělníci                                                         |              | Josef Neumann, Josef Kramer, Jan Vildner, Jaroslav Horný |
| Tři dámy                                                                    |              | Hedvika Bednářová, Marie Rysková, Štěpánka Ortová        |
| Tři pánové                                                                  |              | Antonín Novotný, Josef (Jan) Vild, Bedřich Bohuslav      |
| Důstojník                                                                   | baryton      | Emil Focht                                               |
| Sloužící správcův                                                           | tenor        | Hynek Švejda                                             |
| Dirigent: Josef Vinkler, režisér: Robert Polák, scéna: Josef Matěj Gottlieb |              |                                                          |

## Děj opery
Děj se odehrává v horské vsi Lešetíně na českém pomezí v 70. letech 19. století.

### 1. dějství
(Lešetínská náves se starou kovárnou v popředí, v pozadí se tyčí budovy nové kovárny) Kovář a jeho pomocník Václav dokončují práci na podkově. Václav si zpívá (píseň Lešetínský kovář, chlapík, jak se sluší), ale kovář přemítá o tom, že nyní není dost práce ani pro něj samotného, natož pro tovaryše. Odchází pomodlit se ke hrobu své ženy. Václav a kovářova dcera Liduška toho využijí k rozhovoru. Jsou do sebe již dlouho zamilováni, ale kováři se ještě nepřiznali (duet s Liduščinou arietou Proč, ach, matko milená). Na náves přicházejí správce továrny s příručím. Již dlouho továrna vykupuje chalupy a nyní jsou majitelé dohodnuti s dalšími obyvateli vsi, že jim své domy odprodají. Vesničané neochotně, ale rezignovaně své domov prodávají a přijímají peníze. Hodlají se vystěhovat za lepším do zámoří. Je mezi nimi i mladý Józa Beneš, který bude muset za sebou zanechat svou milou Barušku, na niž i pan správce se zalíbením pohlíží.
Vrací se kovář a správce jej vybízí, aby i on svou kovárnu prodal – práci mít nebude, odpor proti pokroku je marný a za vyplacené peníze by si mohl koupit kovárnu jinde. Ale kovář se nechce vzdát svého domova, vyčítá správci poněmčování kraje (duet Dívám se jen na to dílo vaše) a trvá na tom, že „kde stojím, na té zemru zemi“. po správcově odchodu k sobě zve Václava a vysvětluje mu, že není zbytí –tovaryš musí jít hledat živobytí jinde (duet Nebožtík tvůj otec ze soudruhů). Václav mu oznamuje svou lásku k Lidušce; kovář je překvapen, ale přízniv. Bohdá se Václav brzy postaví na vlastní nohy a dokáže Lidušce nabídnout zajištění, aby se mohla konat svatba. Odcházející chalupníci se přicházejí loučit s kovářem i se svou vesnicí. Přidává se k nim nyní i Václav. Kovář jim dává sbohem: vidí v nich vyhnance před „nenasytnými uchvatiteli“ a doufá, že národ jednou zúčtuje s „katanů těch cizí rotou“ (árie Tak už tedy, Liduško má).

### 2. dějství
(O tři léta později, přepychový salon ve správcově domě). Správce s příručím probírají korespondenci. Po třech letech již jediný kovář odmítá prodat svou kovárnu, ale úřady právě nařídily nucený prodej kovářovy dílny. Přichází Liduška prosit za otce. Správce je ochoten jí vyhovět, bude-li mu však dívka po vůli. Ta prudce odmítá: správce již přivedl do neštěstí Barušku a teď se k ní nezná, Liduška nehodlá následovat její osud. Na správcovo vyzvání se dostavil kovář; zakazuje své dceři o cokoli prosit a posílá ji domů.
Rozhovor kováře se správcem probíhá napjatě. Kovář prohrál již všechny soudní spory s továrnou, protože spravedlnost přeje bohatým (árie Baže, bránil jsem se odevšad). Když mu správce ukazuje listinu o dražbě, kovář ji roztrhá. Z toho si však správce nic nedělá, naopak kováři vyčítá, že se u něj scházejí nespokojení tovární dělníci a osnují vzbouření. Právě přichází dělnická deputace a žádá spravedlivou mzdu a konec vnucování cizí řeči. Kovář jako jejich neformální mluvčí líčí sociální i národnostní útlak dělnictva (árie Jen se podívejte do těch lidských doupat). Správce se vyhýbá rozhodnutí, jež odkládá na zítra.
Na to dostává další nevítanou návštěvu. Přichází Baruška, jež nyní žije v bezectné nouzi se správcovým dítětem. Správce ji tvrdě odbývá (duet s Baruščinou arietou Jen se rozpomeňte). Baruška odchází v nejčernějších myšlenkách. V salonu ji vystřídá veselá společnost. Správce pronáší přípitek krásným ženám (árie Šumivé zas víno, hle, se na nás směje). Tu se strhne povyk a do domu vniknou rozzuření dělníci. Baruška s dítětem spáchala sebevraždu a trpělivost dělnictva přetekla. Vzbouřenci odvádějí správce, který na ně chce poslat vojsko. Kdosi z dělníků zapálil továrnu. Toto kovář nechtěl, ale uvědomuje si svou autoritu a odpovědnost. Dělníci jej prohlašují za svého vůdce.

### 3. dějství
(Vnitřek kovárny) Ves oblehlo vojsko. Kovář se o samotě loučí se svou kovárnou (recitativ Je dokonáno a árie Tato světnička se obrážela). Nejprve se vrací Liduška a vypráví, že lidé nalezli Baruščino tělo. Byl u toho i Józa, který se vrátil z Ameriky chudší než dříve, a ten přísahal svůdci pomstu. Vrátil se i Václav. Vydělal dost peněz, aby kovárnu vyplatil a pokračoval v kovářově díle – majitelé o zničenou továrnu tak jako tak již nebudou mít zájem (árie Všechno vím již… Jak jsem šťasten! Na mysli jsem mnohdy). Přichází i Józa a sděluje, že jeho účty se správcem jsou vypořádány. Dělníci se hrnou kováře varovat, že po něm jdou vojáci jakožto po vůdci vzpoury. Kovář nehodlá prchnout a připomíná statečnost předků (árie Pomněte, co kroniky nám praví). Do kovárny vtrhnou vojáci a chtějí, ať se kovář vzdá – jménem zákona. Ale kovář se prudce ohradí („Co mi po zákonu vašem? ... Kovárny mé zachtělo se pánu – to váš zákon!“). Vrhne se na vojáky s kovářským perlíkem a je zastřelen. Padá do náruče Lidušky, Václava a Józy. Z posledních sil žehná svým dětem, Václavovi přenechává těžce vydobytou kovárnu, vidí vycházet rudé slunce a vydechuje naposled s vědomím, že umírá na té půdě, na které žil.